# 圣马丁学会乐团

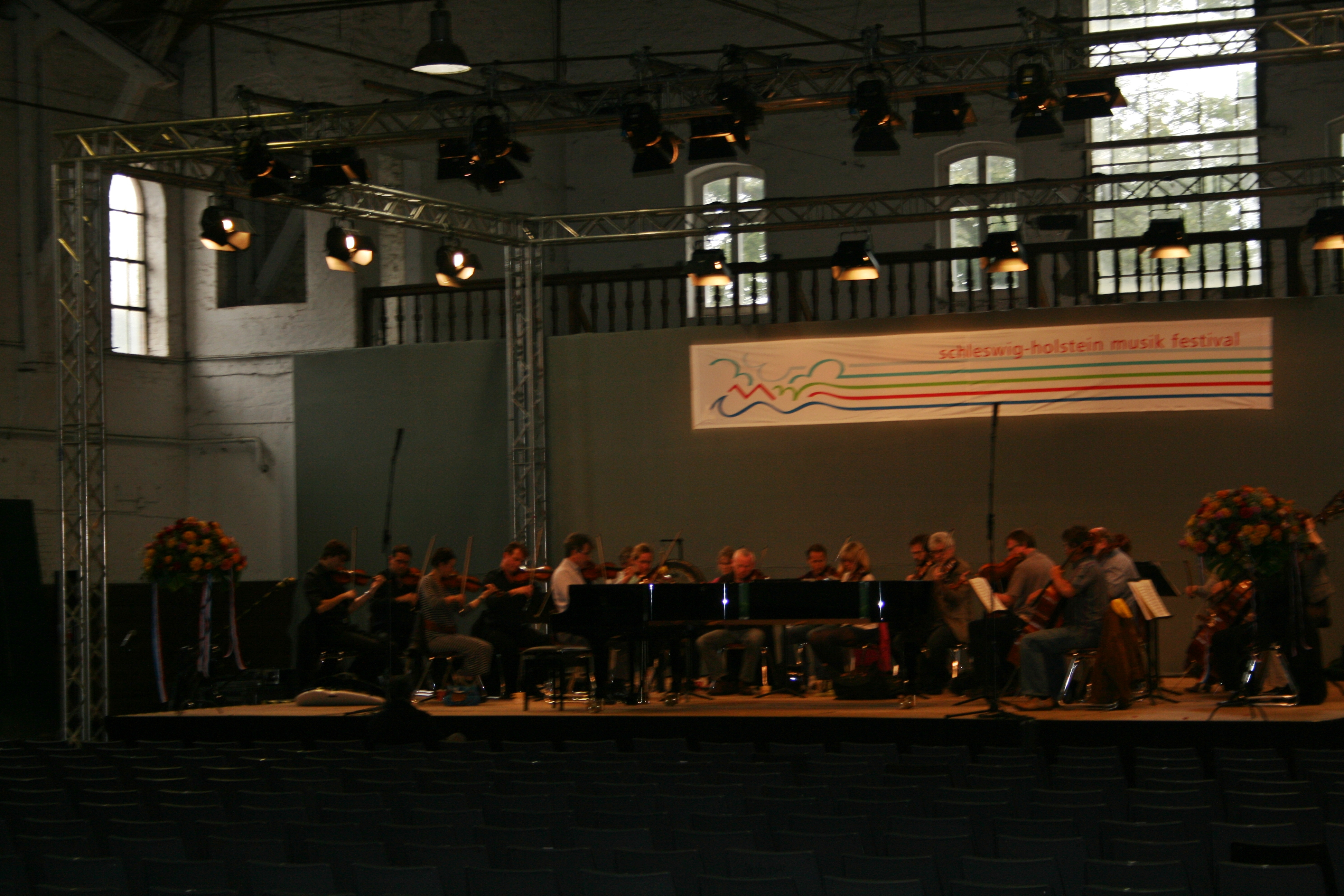
圣马丁学会乐团（2011年）

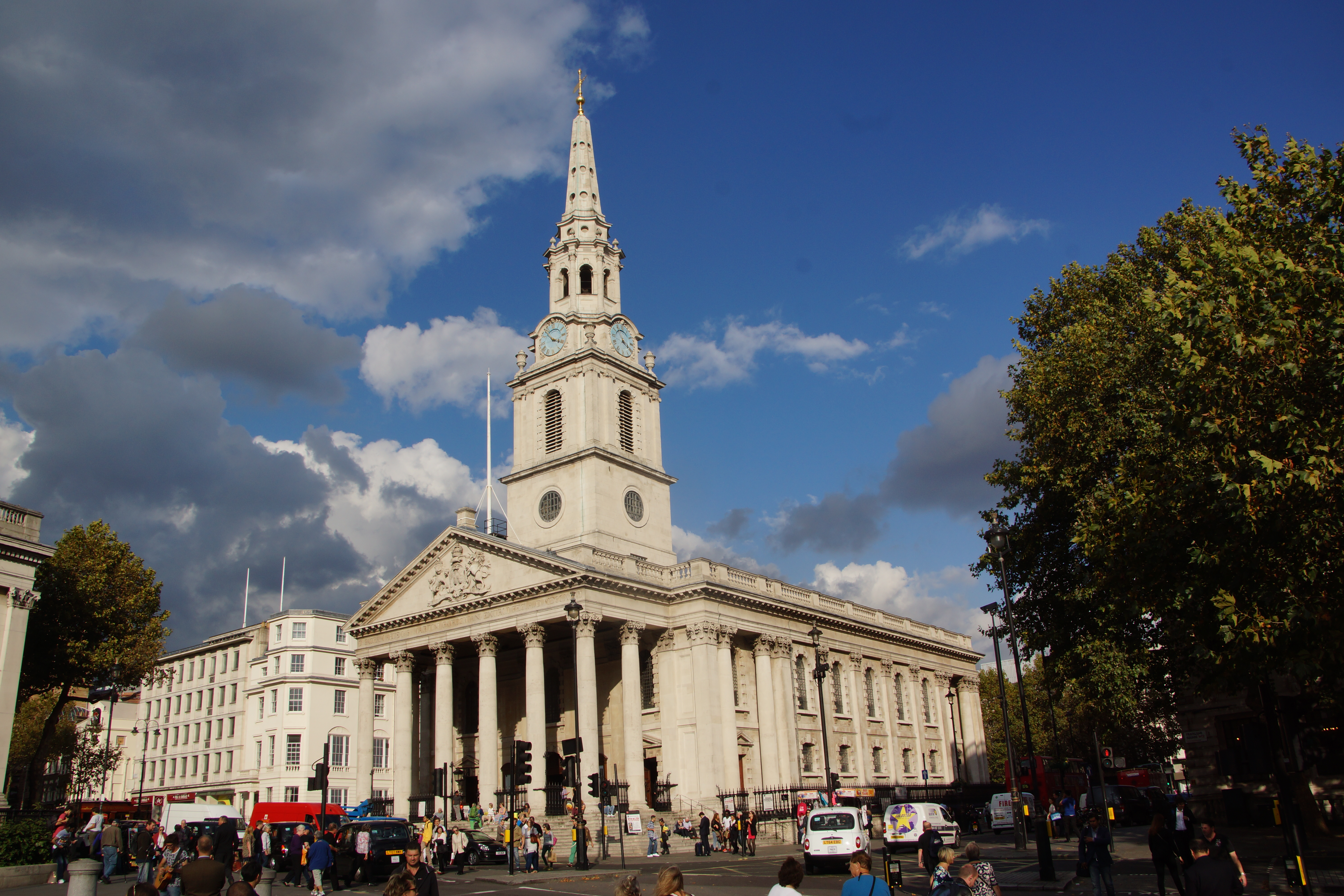
伦敦圣马田教堂

圣马丁学会乐团（英語：Academy of St Martin in the Fields，ASMF），是世界著名室内乐团之一，乐团名称来自于乐团早期演出的地点——伦敦圣马田教堂。

## 简介
圣马丁学会乐团于1958年创立，最初是一支由伦敦交响乐团成员组成的弦乐团，在乐季休息期间在无指挥的情况下演奏巴洛克音乐。不久后加入了管乐演奏员，由内维尔·马里纳爵士接过指挥一职。马里纳一直担任乐团终身主席（Life President），直至2016年逝世。
穆雷·佩拉希亚自2000年来担任首席客座指挥，约夏·贝尔2011年起担任音乐总监。
圣马丁学会乐团现今不仅演奏巴洛克音乐，也涉足浪漫主义音乐和当代古典音乐。乐团是有史以来录音最多的室内乐团，有超过500张唱片，他们还录制了《莫扎特传》、《英国病人》和《泰坦尼克号》等电影的配乐。欧洲冠军联赛每场赛前播放的主题曲也由乐团的附属合唱团参与录制。